# Summer Time (神山羊の曲)
「Summer Time feat.池田智子」(サマータイム フィーチャリング いけだともこ)は、神山羊の楽曲。4作目のデジタル配信限定シングルとして2022年8月24日に各音楽配信サービスにてリリースされた。

## 概要
前作の配信シングル『仮面』から約11か月ぶり、アルバム『CLOSET』から先行配信された『セブンティーン』からは約5か月ぶりにリリースされた。
本作は、元Shiggy Jr.の池田智子をフィーチャリングアーティストに迎えており、神山羊にとって自身初のコラボレーション楽曲となった。
本作のジャケットは、朝野ペコが手掛けている。

## 収録内容
| #         | タイトル                      | 作詞・作曲 | 編曲      | 時間 |
| --------- | ----------------------------- | ---------- | --------- | ---- |
| 1.        | 「Summer Time feat.池田智子」 | 神山羊     |           | 3:42 |
| 合計時間: | 合計時間:                     | 合計時間:  | 合計時間: | 3:42 |